# اره‌بال سیاه

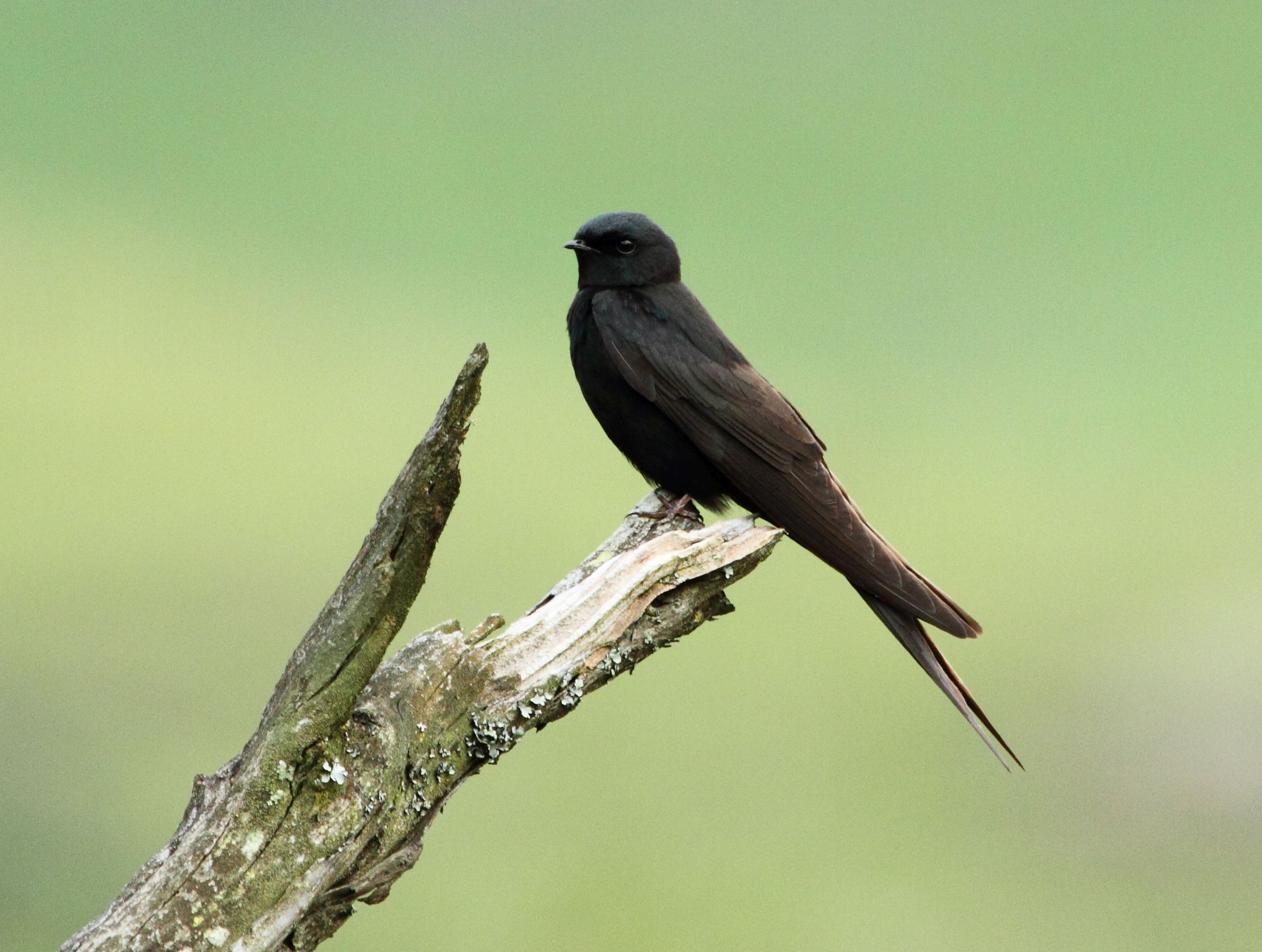
نمونه‌ای از اره‌بال سیاه در کره جنوبی - ۲۰۱۲

اره‌بال سیاه (نام علمی: Psalidoprocne pristoptera) نام یک گونه از سرده اره‌بال است.